# EuCROPIS
Eu:CROPIS (Euglena and Combined Regenerative Organic-Food Production in Space) ist ein Kleinsatellit des Deutschen Zentrums für Luft- und Raumfahrt, der am Institut für Raumfahrtsysteme in Bremen unter Mitwirkung anderer DLR-Einrichtungen entwickelt und gebaut wurde. Er ist das erste Exemplar der Satellitenserie des Kompaktsatelliten, kurz CompSat.
Ziel der Mission ist es nachzuweisen, dass ein bioregeneratives Lebenserhaltungssystem basierend auf Bakterien und algenähnlichen Protisten auch unter Schwerkraftbedingungen wie auf dem Mond und Mars funktionsfähig ist und (künstlichen) Urin in Nährstoffe für Pflanzen umwandeln kann.

## Aufbau
Der Satellit ist 1,1 m hoch und hat einen Durchmesser von einem Meter. Er wird über vier ausklappbare Solarpanele mit elektrischer Energie versorgt. Die Lagekontrolle erfolgt rein elektrisch über magnetische Torquer. Eu:CROPIS dürfte der erste Satellit sein, der rotiert, um künstliche Schwerkraft zu erzeugen (NB: manche Satelliten rotieren zur Stabilisierung, nicht zur Erzeugung einer schwerkraftähnlichen Beschleunigung); obwohl dieses Prinzip schon 1929 erstmals beschrieben und in Theorie wiederholt aufgegriffen wurde, ist es bislang wohl noch nie umgesetzt worden.

## Nutzlast
Die namensgebende Hauptnutzlast wurde an der FAU Erlangen-Nürnberg und am DLR-Standort Köln vom Institut für Luft- und Raumfahrtmedizin entwickelt. Sie besteht aus zwei identischen Hälften, die jeweils einen Wassertank, ein Gewächshaus und einen Biofilter enthalten. Als Filtersubstrat dienen vorbehandelte Lavasteinen, die eine Bakteriengesellschaft beherbergen, die auf den Abbau von Urin spezialisiert ist. Wird der mitgeführte (künstliche) Urin über den Filter gerieselt, bauen die Bakterien den Harnstoff über Ammoniak zu Nitrat um. Das dabei vorübergehend entstehende und für Pflanzen schädliche Ammoniak wird von den Protisten aufgenommen. Mithilfe der so entstandenen Düngerlösung sollen im Gewächshaus sechs Tomatenpflanzen wachsen, blühen und Früchte produzieren. 16 Kameras beobachten das Pflanzenwachstum, und über Fluoreszenzmessungen wird die Effizienz der Photosynthese ermittelt. Dies dient als Kontrolle für die erfolgreiche Umwandlung des künstlichen Urins in Nitratlösung. Mithilfe von LEDs wird ein Tag-Nacht-Rhythmus simuliert. Als sekundäre Nutzlasten sind zwei Strahlungsmessgeräte an Bord, die im Inneren und an der Außenseite die Strahlenbelastung messen. Als technische Nutzlast ist ein Bordcomputer installiert, der das Prinzip des skalierbaren Bordrechners im All erproben soll. Die NASA hat ebenfalls eine weitere Nutzlast an Bord: Power Cell soll zum ersten Mal eine Transformation von Bakterien unter reduzierter Schwerkraft testen.

## Missionsverlauf
Der Satellit startete am 3. Dezember 2018 mit dem Rideshare-Flug SSO-A. Seitdem befindet er sich in einem leicht elliptischen niedrigen Erdorbit (LEO) von 570 × 590 km Höhe. Er bewegt sich in einem sonnensynchronen Orbit, so dass seine Solarpaneele fast ständig rechtwinklig zur Sonne ausgerichtet sind und somit fast permanent elektrische Energie bereitstellen. Der Betrieb des Satelliten erfolgt über das GSOC u. a. mithilfe der Bodenstation in Weilheim.
Um die künstliche Schwerkraft zu simulieren, rotiert der Satellit um seine Hochachse. In einer ersten Missionsphase von 6 Monaten wird dabei eine Schwerkraft wie auf dem Mond (0,16 g) erzeugt, wofür der Satellit mit ca. 20 Umdrehungen pro Minute rotiert. Danach erfolgt eine schnellere Rotation (ca. 30/min), um eine Schwerkraft wie auf dem Mars (0,38 g) zu erreichen. Nach dem Ende der Mission wird der Satellit noch ca. 18 Jahre im Orbit verbleiben, bis er in der Erdatmosphäre verglüht.
Anfang 2020 vermeldete das DLR das Ende der Experimentierphase. Das namensgebende Experiment konnte nicht durchgeführt werden, da es aufgrund von Softwareproblemen nicht möglich war das Experiment zu starten. Drei weitere Experimente an Bord konnten erfolgreich absolviert werden, u. a. eine ebenfalls biologische Nutzlast der NASA.